# Papa Pio III
Pio III (em latim: Pius III), nascido Francesco Todeschini Piccolomini; (Sarteano, 29 de maio de 1439 — Roma, 18 de outubro de 1503)  foi o Papa da Igreja Católica e Soberano dos Estados Papais de 22 de setembro de 1503 até a data de sua morte, tendo um dos pontificados mais curtos da história papal.
Francesco era sobrinho do Papa Pio II, que lhe concedeu o nome de família "Piccolomini", e nomeou Francesco, de 21 anos, como arcebispo de Siena. Ele serviu como legado papal em vários lugares. Em 1503, o frágil cardeal Piccolomini foi eleito papa como candidato de compromisso entre as facções Borgia e della Rovere. Embora ele tenha anunciado planos para reformas, ele morreu menos de um mês depois.

## Vida

### Início da vida
Francesco Todeschini-Piccolomini, membro da Casa de Piccolomini, nasceu em Sarteano, em 9 de maio de 1439, como o quarto filho de Nanno Todeschini e Laudomia Piccolomini, irmã de Enéias Silvius Piccolomini, que era Papa Pio II. Ele tinha três irmãos, Antonio, Giacomo e Andrea. Seu irmão mais velho Antonio foi feito duque de Amalfi durante o pontificado de Pio II, e se casou com Maria, filha do rei Ferdinando de Nápoles.
Francesco foi recebido quando menino na casa de Enéias Silvius, que lhe permitiu assumir o nome e os braços da família Piccolomini. Ele estudou Direito Canônico na Universidade de Perúgia e obteve um doutorado após a conclusão de seus estudos.

### Cardinalato
Em 1457, Todeschini-Piccolomini recebeu o cargo de reitor da Igreja Colegiada de Sankt Viktor em Xanten, o que havia beneficiado seu tio. Ele manteve o benefício de 1457 a 1466 e novamente de 1476 a 1495.
O cardeal Aeneas Silvius Piccolomini foi eleito papa em 19 de agosto de 1458. No tumulto animado após o anúncio, a multidão romana demitiu sua casa, localizada perto da igreja de S. Agostino e no extremo norte da Piazza Navona; até as pedras de mármore foram tomadas. Quando a família Piccolomini chegou a Roma, portanto, eles não tinham palazzo próprio para usar como base de operações. Francesco mudou-se para o Palácio do Vaticano com seu tio. Pio II sabia que essa era uma situação temporária; ele observou em uma carta a seu sobrinho Antonio que "Não se é sobrinho de um papa para sempre (non sempre pontificis nepos)". Em 1461, o papa autorizou o cardeal Francesco a comprar uma propriedade perto do Campo dei Fiori, em Roma, que pertencia ao cardeal Giovanni Castiglione, falecido recentemente. Os documentos deixaram claro que não eram o papa ou o papado que estavam comprando a propriedade, mas a família Piccolomini, e que era propriedade privada, não propriedade da Igreja, mesmo que a diaconia do cardeal Francesco não estivesse muito distante. Nesta terra, o cardeal Francesco, com a ajuda do papa, construiu o Palácio Piccolomini. Em 1476, o cardeal Francesco entregou o palácio a seus irmãos Giacomo e Andrea, e seus descendentes, com a condição de que não fosse alienado da linha masculina. O Palazzo Piccolomini não sobrevive mais, tendo sido demolido para dar lugar à nova igreja de S. Andrea della Valle, iniciada em 1591.
Piccolomini já ocupava o cargo de protonotário apostólico na época em que foi nomeado administrador da Arquidiocese de Siena em 1460. Ele recebeu o título e as insígnias de um arcebispo, mas não recebeu a consagração episcopal até uma semana antes de sua coroação como papa. Os deveres episcopais em Siena foram executados por um bispo auxiliar, Antonio Fatati.
O Papa Pio II, que estava visitando Siena na época, nomeou seu sobrinho cardeal em 5 de março de 1460, com o titulo de cardeal-diácono de Santo Eustáquio em 26 de março.
Ele também foi nomeado Abade commendatario do mosteiro de S. Vigilio em Siena. Reconstruiu e ampliou a residência ao lado da igreja, que continuou a usar por toda a vida.
Em 1460, o papa o nomeou legado da Marca de Ancona, tendo como conselheiro o experiente bispo de Marsico. Ele partiu de Roma em 30 de abril e retornou em 1 de fevereiro de 1461 para consultas; ele voltou a Ancona em 1 de junho de 1461 e voltou a Roma em 8 de novembro. Ele se mostrou estudioso e eficaz em seu trabalho.
Piccolomini foi nomeado arquidiácono de Brabante em Cambrai em 1462 e manteve esse benefício até 1503.  Em 26 de março de 1463, Pio II concedeu ao cardeal Francesco o mosteiro de San Saba no Monte Aventino, em louvor. O cardeal iniciou imediatamente extensos trabalhos de restauração, construção e decoração nos edifícios antigos, gastando pelo menos 3 mil ducados no trabalho.
Piccolomini foi nomeado Vigário de Roma e no resto dos Estados Papais em 21 de junho de 1464, quando Pio II partiu de Roma para Ancona, onde pretendia encontrar os venezianos e lançar uma cruzada nos Bálcãs. Pio II morreu em Ancona em 14 de agosto de 1464, encerrando o projeto.

### Conclaves de1464e1471
Francesco Todeschini Piccolomini participou do conclave que elegeu o Papa Paulo II em 1464. Como sobrinho do falecido papa, ele deveria ter tido considerável influência na política da eleição. Dos vinte cardeais que participaram, no entanto, os doze que não foram nomeados por Pio II concordaram entre si que não votariam para eleger ninguém, exceto um deles. Isso excluiu Francesco Piccolomini e todos os cardeais de seu tio. Por acaso, a primeira votação ainda estava em andamento quando o cardeal Pietro Barbo, de Veneza, recebeu os necessários dois terços dos votos, e o escrutínio foi rapidamente feito por unanimidade. Ele escolheu o nome de Paulo II (1464-1471).
O cardeal Piccolomini foi nomeado Legado a latere na Alemanha em 20 de fevereiro de 1471. Ele foi acompanhado como secretário por Agostino Patrizi Piccolomini, ex-secretário particular de Pio II, que escreveu um relato da missão. Ele partiu em 18 de março, e serviu nesta importante legação para a dieta imperial em Ratisbona, e ainda estava lá quando o papa morreu em 26 de julho de 1471. Consequentemente, ele estava ausente para o Conclave de 1471 que elegeu o Papa Sisto IV. Retornou a Roma em 27 de dezembro de 1471.
Conseguiu o cargo de cardeal protodiácono em 1471, após a promoção do cardeal Rodrigo Borgia à sede de Albano em 30 de agosto de 1471.
Francesco serviu em uma nova legação para o Papa Sisto IV , para restaurar a autoridade eclesiástica na Úmbria.

### Conclaves de1484e1492
Todeschini-Piccolomini participou do conclave de 1484, que resultou na eleição do Papa Inocêncio VIII, e como protodiácono , ele fez o primeiro anúncio público da eleição e coroou o novo papa. Segundo Stefano Infessura, ele era um dos meia cardeais que dormiu profundamente em suas camas na noite entre 28 e 29 de agosto e não participou das conferências clandestinas da meia-noite que produziram uma maioria de dois terços para o cardeal Giovanni Battista Cibo. Ele também não se engajou no extenso comércio de simonias que ocorreu.
Foi nomeado administrador da Fermo em 1485; ele renunciou ao cargo em 1494, a favor de Agostino Piccolomini. Ele foi reconduzido quando Agostino renunciou em 1496, e manteve esse cargo até sua eleição para o papado.
Nomeado legado papal para Perugia em 5 de novembro de 1488 e partiu de Roma em 15 de novembro. Ele serviu em Perugia até 1489.
Todeschini-Piccolomini participou do conclave de 1492 que elegeu o Papa Alexandre VI. Pertencia à facção dos cardeais mais antigos que se reuniam em torno do cardeal Oliviero Carafa, de Nápoles. O cardeal Francesco foi suficientemente respeitado por receber seis votos no primeiro exame (eram necessários dezesseis para eleger), sete no segundo e um no terceiro. Ele resistiu à eleição do cardeal Rodrigo Borgia quase até o fim, como um dos cinco confrontos. Como o cardeal protodiácono, Piccolomini anunciou e coroou o novo pontífice.
Serviu como protetor da Inglaterra na Cúria Romana, de 1492 a 1503, e da Alemanha .
Ele foi nomeado legado do rei Carlos VIII de França, cujo exército estava entrando na Toscana, no consistório de 1 de outubro de 1494, partindo de Roma em 17 de outubro; ele voltou a Roma em 5 de março de 1495, depois que o rei se recusou a encontrá-lo. Em 27 de maio de 1495, ele e vários outros cardeais acompanharam o Papa Alexandre VI em uma visita a Orvieto, que havia sido arranjada para evitar uma reunião entre o papa e o rei Carlos, que voltava de sua expedição contra Nápoles. Carlos esteve em Roma de 1 a 4 de junho e o Papa e seu séquito retornaram à cidade em 27 de junho.
Nomeado administrador da diocese de Pienza e Montalcino em 31 de outubro de 1495 e ocupou-a até 14 de março de 1498, quando renunciou em favor de seu parente, Girolamo Piccolomini.
Após o assassinato de seu filho Giovanni Borgia, em 1497, Alexandre VI nomeou Francesco Piccolomini membro de uma comissão de seis cardeais, em um esforço de curta duração para reformar a Cúria Romana. Em 8 de fevereiro de 1501, o Papa também nomeou Piccolomini, em sua qualidade de protodiácono, para uma comissão encarregada da renda do dízimo (decuma) e distribuí-la por mais uma cruzada contemplada contra os turcos.

### Biblioteca Piccolomini
Em 1502, ele encomendou uma biblioteca com acesso a um corredor do Catedral de Siena, destinada a abrigar textos humanistas reunidos por seu tio. Francesco encomendou ao artista Pinturicchio que afrescasse seu cofre e dez painéis narrativos ao longo das paredes, representando cenas da vida de Enéias Silvius Piccolomini. Sua iconografia ilustrando carreira do doador dá uma versão editada da vida de Pio II, passando por cima do antigo suporte do antipapa Félix V. Embora Pinturicchio trabalhasse por cinco anos, os livros nunca chegaram a seu esplêndido destino; ainda a Biblioteca Piccolomini é um monumento do Alto Renascimento em Siena. Alguns dos retratos mais famosos do Papa Pio III podem ser vistos no Museu do Louvre.

## Pontificado

### Eleição para o papado
O Papa Alexandre VI morreu em 18 de agosto de 1503, e em meio aos distúrbios resultantes de sua morte, foram necessárias as pressões combinadas de todos os embaixadores em Roma para induzir César Bórgia a se retirar da cidade, para que um conclave não-comprimido pudesse ocorrer. Apesar dos pedidos urgentes dos cardeais de se afastarem, as facções de Orsini e Colonna entraram na cidade com tropas, com a intenção de vingar velhas e novas queixas. Devido a essas negociações, o Conclave não começou até 16 de setembro. O cardeal Piccolomini foi eleito em 22 de setembro de 1503 e nomeou-se "Pio III" em homenagem a seu tio Papa Pio II. Esta seleção pode ser vista como um compromisso entre facções, Bórgia e della Rovere, escolhendo um cardeal frágil com longa experiência na Cúria Romana sobre os parentes de Sisto IV ou Alexandre VI.

### Programa
Em 25 de setembro, o novo pontífice realizou um consistório incomum de cardeais e outras autoridades, incluindo os embaixadores de vários estados. Normalmente, um papa não realizava tais reuniões até depois de sua coroação, mas Pio III enfrentava uma emergência e estava sendo pressionado pelos cardeais espanhóis. Um exército francês, nominalmente sob o comando de César Bórgia, que estava doente e na cama, exigia passagem por Roma para atacar o governo espanhol em Nápoles. Nápoles era um feudo papal, o que complicava a diplomacia. No consistório, Pio anunciou primeiro seu desejo de trazer a paz entre os reis da França e da Espanha. Então ele promulgou os objetivos de seu pontificado: a reforma imediata da igreja, com o estabelecimento de um conselho de cardeais; reforma estrita das despesas e situação financeira da igreja; paz nos estados papais; e o apoio de Cesare Borgia, agora sem o apoio francês, contra seus inimigos que planejavam matá-lo. No dia seguinte, ele disse ao embaixador veneziano, Antonio Giustinian: "Em conseqüência da pressão exercida sobre mim pelos cardeais espanhóis, fui obrigado a receber alguns resumos a favor de Cesare Borgia, mas não darei mais ajuda. Não pretendo ser um guerreiro, mas um papa que ama a paz ".
Em 26 de setembro, Pio III concedeu permissão para que 8 500 soldados franceses passassem por Roma, mas não pela Ponte Milviana (Ponte Molle).
Pio apoiou César Bórgia e o reconfirmou como Gonfalonier. Ele permitiu que ele chegasse à cidade de Roma, vindo de seu refúgio em Nepi, ciente de que Bartolomeo d'Alviano estava correndo com forças de Veneza para assassinar Borgia.

### Da eleição à tumba
Na manhã de 26 de setembro, o papa recém-eleito foi submetido a uma operação em sua ulcerosa perna esquerda, sofrendo a dor de cortar em dois lugares. No dia seguinte, ele anunciou que não realizaria a cerimônia de posse de sua catedral no dia da coroação, como era costume, por causa de sua claudicação.
Piccolomini nunca foi ordenado sacerdote, permanecendo em ordens diaconais, até 30 de setembro de 1503, quando finalmente recebeu a ordenação. O cardeal Giuliano della Rovere o ordenou em um dos salões do palácio papal, com o Papa sentado o tempo todo. Della Rovere o consagrou como bispo no domingo, 1 de outubro de 1503, no mesmo salão do Vaticano, assistido pelo bispo de Savona (Aldello de Piccolomini) e pelo bispo de Spoleto (Francesco Eruli).
Um agente veneziano em Roma relatou em 3 de outubro que o papa estava com febre alta e com fortes dores na perna. Alguns julgaram que ele tinha pouco tempo de vida, e as políticas para o próximo conclave já estavam começando.
A coroação ocorreu em 8 de outubro de 1503. Raffaello Sansoni Riario, o cardeal protodiácono, realizou a coroação. Várias das características do ritual tiveram que ser omitidas devido à perna problemática de Pio. Ludwig Pastor observa que o Papa celebrou uma missa.
Na quinta-feira, dia 12, como Beltrando Costabili informou ao duque de Ferrara, o papa Pio teve uma longa audiência e não comeu durante o dia, tendo tomado remédios no dia anterior, no qual a febre atingiu e nunca o deixou.

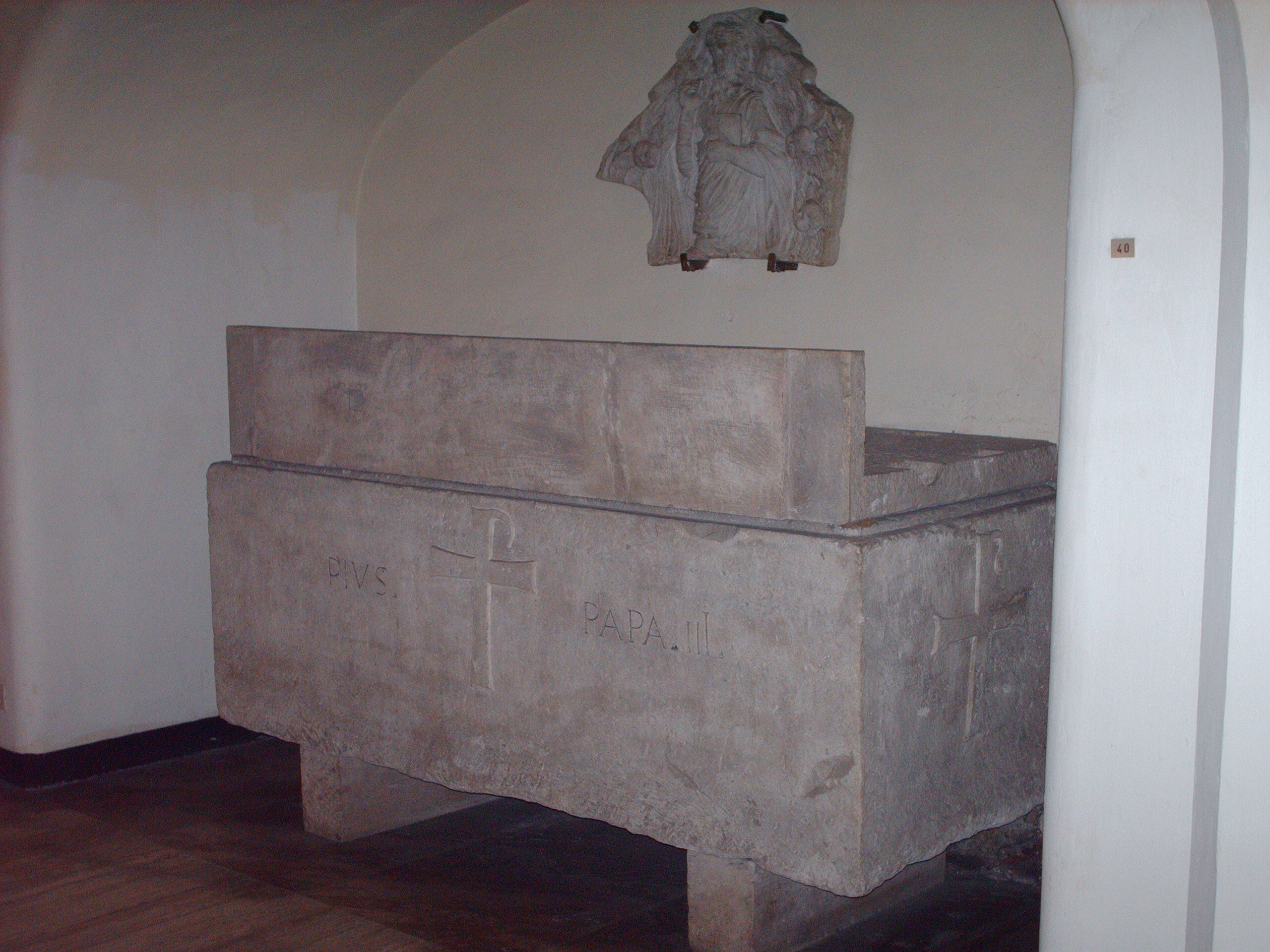
Antiga tumba de Pio III

Em 13 de outubro, ele estava no leito de morte e, após um breve pontificado de 26 dias, morreu em 18 de outubro de 1503, de uma úlcera séptica na perna. Alguns alegaram que o papa Pio morreu de veneno administrado por instigação de Pandolfo Petrucci , o governante de Siena.
Ele foi enterrado na capela de San Andrea, na Basílica de São Pedro, ao lado de seu tio Papa Pio II, seus irmãos Giacomo e Andrea servindo como executores. Ele já havia escolhido seu local de sepultamento quando escreveu sua Vontade de 1493. Quando a basílica estava sendo reconstruída, o monumento foi transferido para as grutas e os restos de Pio III e seu tio para a igreja de Sant'Andrea della Valle em Roma, em um mausoléu criado pelo cardeal Alessandro Peretti di Montalto em 1614.